# Соната за виола
„Соната за виола“ в до мажор (опус 147) е соната за виола, последната творба на руския композитор Дмитрий Шостакович.
Написана е за няколко дни в началото на юли 1975 година, месец преди смъртта на Шостакович. Представена е за пръв път на 1 октомври 1975 година в Москва в изпълнение на Фьодор Дружинин, дългогодишен виолист на Струнен квартет „Бетховен“, на когото сонатата е посветена.